# روجر دي فلايمينك
روجر دي فلايمينك مواليد 24 أغسطس 1947 في فلاندر الشرقية، بلجيكا، هو دراج بلجيكي سابق. سبق أن شارك في دورة الألعاب الأولمبية الصيفية.

## سباقات أو مراحل فاز بها
- طواف فرنسا
- طواف إسبانيا
- طواف سويسرا
- طواف إيطاليا

## روابط خارجية
- روجر دي فلايمينك على موقع أرشيف الدراجات (الإنجليزية)
- روجر دي فلايمينك على موقع إحصائيات الدراجات الإحترافية (الإنجليزية)
- روجر دي فلايمينك على موقع CycleBase (الإنجليزية)
- روجر دي فلايمينك على موقع اللجنة الأولمبية الدولية (الإنجليزية)
- روجر دي فلايمينك على موقع أوليمبيديا (الإنجليزية)